# Dvirkivščyna
Dvirkivščyna (in ucraino Двірківщина?, in russo Дворко́вщина?) è un villaggio ucraino del distretto di Boryspil' (oblast' di Kiev), a 100 chilometri a est dalla capitale Kiev.